# Comunidad japonesa de la Ciudad de México
Existe una comunidad japonesa en la Ciudad de México. Se trata de mexicanos descendientes de japoneses e inmigrantes japoneses. Muchos japoneses se mudaron a la Ciudad de México en los años 1940 debido a las exigencias del gobierno de México durante la Segunda Guerra Mundial para los japoneses en México. Existen muchas instituciones que dan servicios a la comunidad japonesa, como la Embajada de Japón en México, el Liceo Mexicano Japonés y otras educativas: por ejemplo, la escuela de medio tiempo Chuo Gakuen y el Instituto Cultural Mexicano-Japonés para adultos.

## Historia

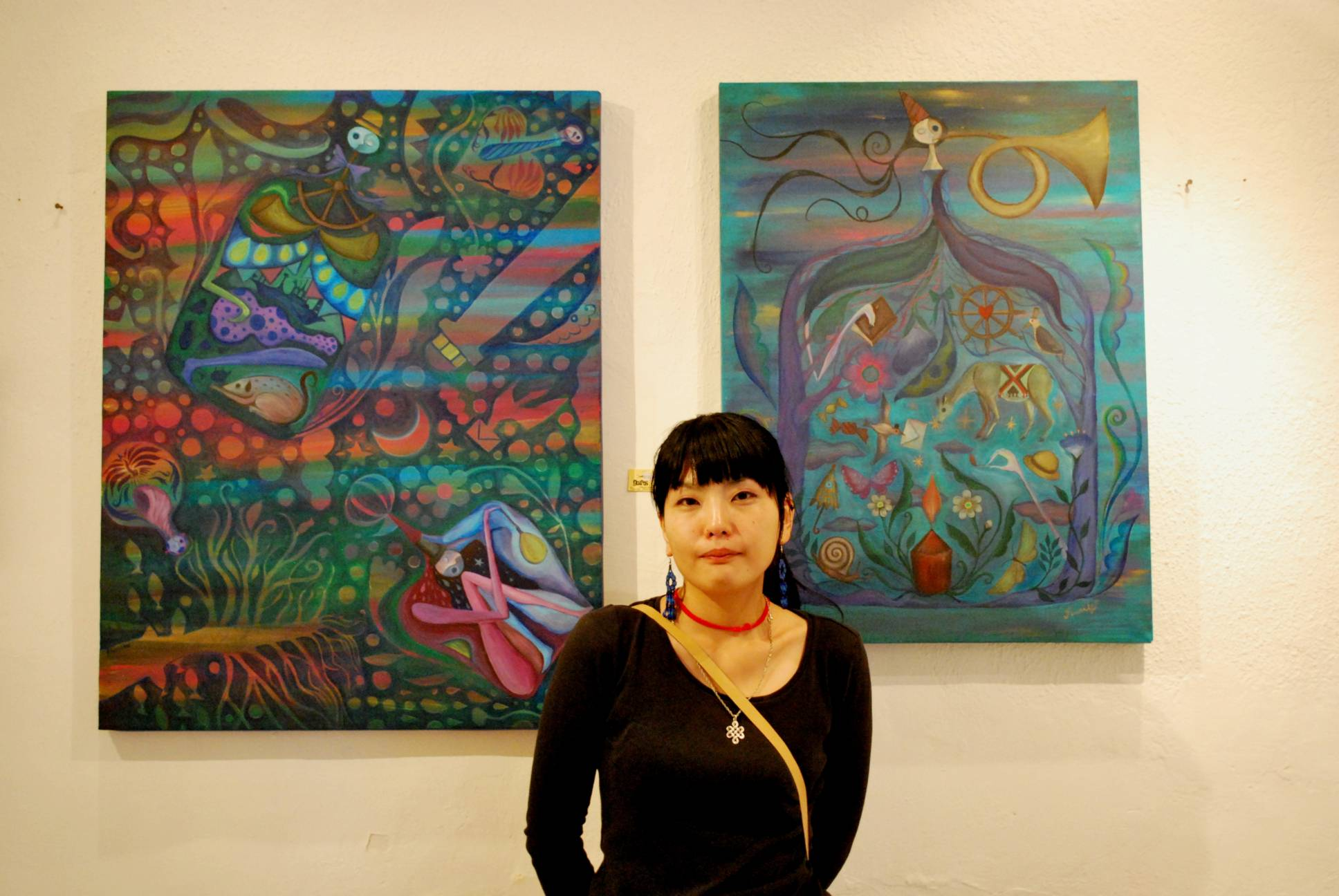
La artista japonesa Fumiko Nakashima con dos de sus trabajos en Garros Galería, en la Ciudad de México.

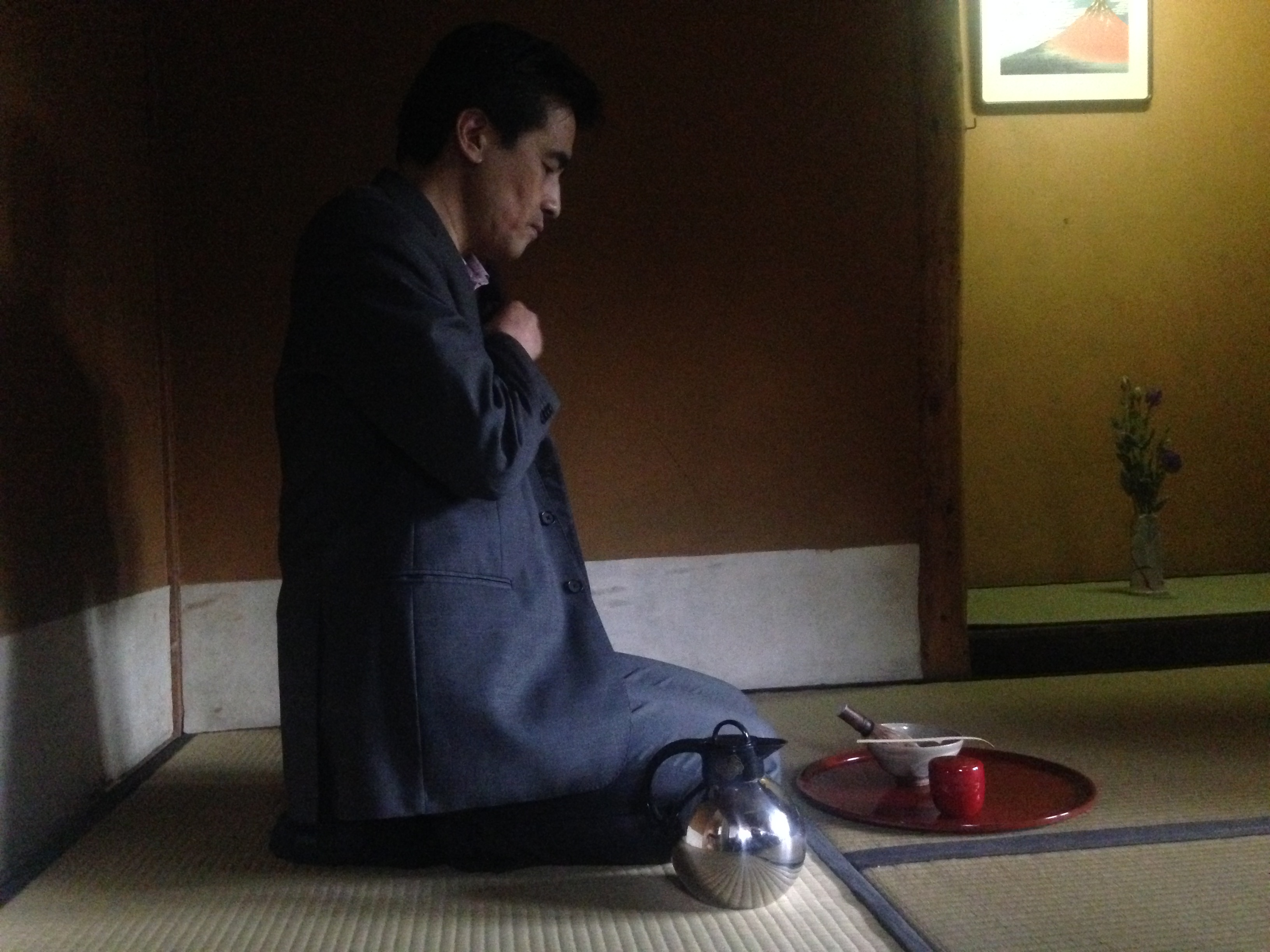
Ceremonia del té japonés, en la Ciudad de México.

En 1936 residían en la Ciudad de México alrededor de 602 inmigrantes japoneses. En 1939 había 967 residentes japoneses, en su mayoría propietarios de negocios, que comprenden 295 familias residentes en la ciudad.
Después del ataque a Pearl Harbor en diciembre de 1941, el gobierno de México rompió las relaciones diplomáticas con el gobierno japonés y ordenó el cierre de todas las organizaciones japonesas existentes en México; en ese momento, en la Ciudad de México se encontraba la Asociación Japonesa de la Ciudad de México.
En 1941, el gobierno mexicano estableció la obligación de mudarse a los japoneses que habitaban en una zona del norte de México cerca de Estados Unidos y a lo largo de la costa del Océano Pacífico. Se les permitió mudarse a Guadalajara o a la Ciudad de México, de forma que el gobierno mexicano pudiera mantener más fácilmente un control sobre ellos y mantenerlos bajo vigilancia. Luego de declarar la guerra a Japón en 1942, el gobierno mexicano exigió a todos los inmigrantes japoneses reubicarse en Guadalajara o en la Ciudad de México, y la reubicación comenzó en enero de ese año. La mayoría de los japoneses se mudaron a la Ciudad de México en vez de Guadalajara, debido a que allí ya había una comunidad japonesa preexistente.
Según el libro Nihon-jin mekishiko ijūshi (日本人メキシコ移住史?  "Historia de los inmigrantes japoneses en México"), de Minoru Izawa, alrededor del 80 por ciento de los japoneses reubicados se instalaron en la Ciudad de México, la mayoría provenientes de Baja California. No hubo ninguna organización o personas que hayan hecho un cálculo del volumen de la migración interna, y Jerry García, autor del libro Looking Like the Enemy: Japanese Mexicans, the Mexican State, and US Hegemony, 1897-1945, admitió que tratar de determinar la cifra exacta de japoneses que se asentaron en la Ciudad de México será «difícil».
En marzo de 1942, había alrededor de 4000 inmigrantes japoneses en la Ciudad de México. Stephen R. Niblo, autor de Mexico in the 1940s: Modernity, Politics, and Corruption, afirmó que la decisión de pedir a las personas de ascendencia japonesa de mudarse a la Ciudad de México «probablemente» los protegió del daño, y los oficiales del gobierno mexicano de la época sentían simpatía por las personas de ascendencia japonesa.
Se les permitía a los japoneses tener todo tipo de empleo y el gobierno permitió la fundación de una escuela de idioma japonés en la Ciudad de México. Desde 1941 tenían prohibido tener reuniones con más de 10 personas y viajar durante la noche. La comunidad japonesa en la ciudad albergó a los recién llegados en un gran edificio que tenían permitido usar, y formaron su propia asociación de ayuda mutua, el Comité Japonés de Ayuda Mutua (CJAM), fundado el 4 de marzo de 1942. El CJAM, la única organización japonesa oficial en México durante la Segunda Guerra Mundial, se ubicaba originalmente en la calle Sor Juana Inés de la Cruz, y obtuvo $230000 pesos mexicanos de fondos de la venta de propiedades —incluida la propiedad vendida por la extinta Asociación Japonesa de la Ciudad de México— y de donaciones.
Entonces, los descendientes japoneses de varios estados que anteriormente eran líderes en otras asociaciones japonesas se convirtieron en los líderes del nuevo CJAM. Posteriormente el CJAM se mudó a la calle San Antonio Abad núm. 327. El CJAM tuvo dificultades para obtener financiamiento debido a que el 10 de diciembre de 1941 el gobierno mexicano congeló los activos de los japoneses, y durante la guerra las agencias de inteligencia de Estados Unidos sospechaban que el CJAM pertenecía a la agencia de inteligencia japonesa.

## Little Tokyo
Desde el final de la Segunda Guerra Mundial no ha habido un «barrio japonés» (del inglés japantown) en la Ciudad de México hasta el 2010.  Hoy en día se ha creado un Little Tokyo (Pequeño Tokio) en la colonia Cuauhtémoc, cerca de la avenida Paseo de la Reforma, donde se encuentran muchos negocios creados por descendientes de japoneses, al igual que japoneses recién llegados. La concentración del barrio japonés se encuentra entre las calles Río Ebro y Río Pánuco. La designación oficial se espera pronto con señalamientos en japonés y un arco de bienvenida. Los japoneses y sus descendientes se ubican de forma dispersa en la Ciudad de México.

## Instituciones

### Asociación México Japonesa
La Asociación México Japonesa —llamada en japonés Nichiboku Kyōkai (日墨協会)— acoge a diplomáticos y dignatarios japoneses, organiza eventos culturales y deportivos y promueve las relaciones internacionales pacíficas entre los gobiernos de Japón y México. La asociación organiza eventos como partidas de béisbol y de sumo. Por otra parte, la asociación prestó su colaboración a la Embajada de Japón en México en la recogida de información censal sobre la población mexicana japonesa.

### Misiones diplomáticas

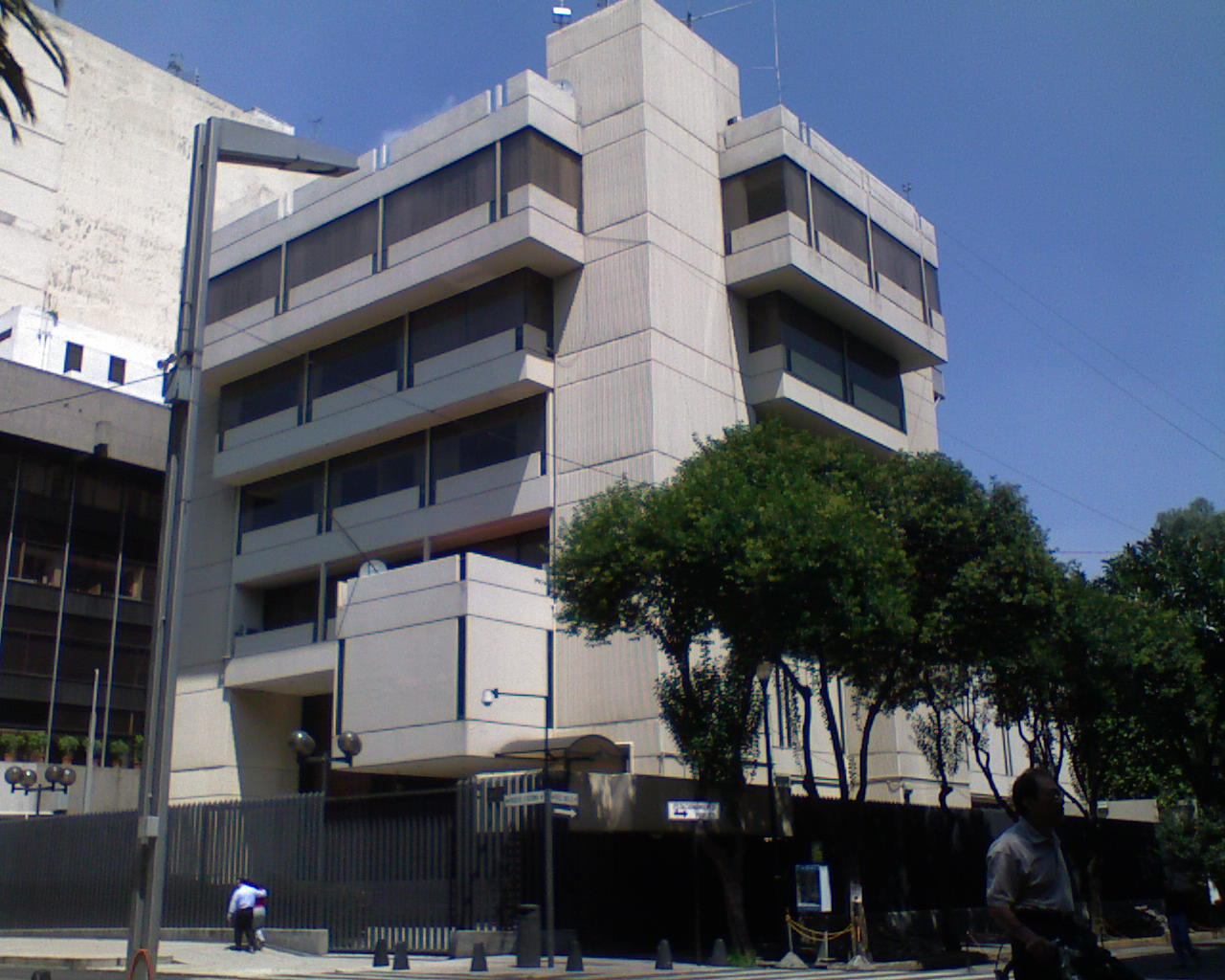
Embajada de Japón en México

## Transporte
En 2006, Aeroméxico estableció vuelos desde el Aeropuerto Internacional Benito Juárez hasta el Aeropuerto Internacional de Narita, cerca de Tokio, vía el Aeropuerto Internacional de Tijuana. A partir de 2016 Aeroméxico convirtió los vuelos a vuelos directos porque ahora utiliza el Boeing 787.
El 15 de febrero de 2017, All Nippon Airways comenzó vuelos directos desde Narita hasta la Ciudad de México.
Anteriormente, Japan Airlines tenía servicios desde Narita hasta la Ciudad de México vía el Aeropuerto Internacional de Vancouver. Japan Airlines terminó los vuelos en 2010.

## Lectura adicional
- Misawa, Takehiro. "Familia como Institución de Seguridad Transgeneracional: Reproducción Social y Cultural de los Descendientes Japonesas en México" (thesis, El Colegio de México, Centros de Estudios Demográficos, 1996)
- Farrera, Eloísa. "Comparten educación y tradición." Diario Reforma. 1 de diciembre de 2013. News: p18. Suplemento Hardnews. Gale Group Informe Académico. GALE Document Number: GALE|A355024858.
- "Organizaciones públicas japonesas en México. Diario Reforma. 28 de octubre de 1998. Regional News: p6. Más Cerca. Gale Group Informe Académico, GALE Document Number: GALE|A129678698.
- (en japonés) Nihon-jin mekishiko ijūshi (日本人メキシコ移住史; "The History of the Japanese Immigrants in Mexico"). 日本人メキシコ移住史編纂委員会, 1971. See profile at Google Books.